# Kasper Bøgelund
Kasper Bøgelund Nielsen (Odense, 1980. október 8. –), dán válogatott labdarúgó.
A dán válogatott tagjaként részt vett a 2002-es világbajnokságon és a 2004-es Európa-bajnokságon.

## Sikerei, díjai
PSV
- Holland bajnok (4): 1999–2000, 2000–01, 2002–03, 2004–05
- Holland kupagyőztes (1): 2004–05
- Holland szuperkupagyőztes (4): 1998, 2000, 2001, 2003